# Cyrtocarpa velutinifolia
Cyrtocarpa velutinifolia är en sumakväxtart som först beskrevs av John Macqueen Cowan, och fick sitt nu gällande namn av J.D. Mitchell & D.C. Daly. Cyrtocarpa velutinifolia ingår i släktet Cyrtocarpa och familjen sumakväxter. Inga underarter finns listade i Catalogue of Life.